# District de Nanzih
Le district de Nanzih (chinois traditionnel : 楠梓區; ; pinyin : Nánzǐ Qū ; Wade : Nan-zi Chü) est l'un des douze districts de Kaohsiung.

## Éducation
- Université nationale de Kaohsiung
- Université nationale des sciences et technologies de Kaohsiung
- École secondaire polyvalente municipale de Kaohsiung Nanzih

## Attractions touristiques
- Mont Banping
- Parc forestier de Youchang
- Parc métropolitain de Kaohsiung
- Zhongpu Daitian Temple

## Transports
- Nanzi railway station
- Le district est desservi par la ligne rouge du Métro de Kaohsiung. Les stations de Nanzih sont Metropolitan Park Station, Houjing Station, Nanzih Export Processing Zone Station, Oil Refinery Elementary School Station et World Games/National Sports Complex Station.